# HD 52708
HD 52708，又名BD+60 1026，SAO 26141、HR 2642，是一颗恒星，视星等为6.44，位于銀經156.56，銀緯25，其B1900.0坐标为赤經6h 57m 11.5s，赤緯+59° 25′ 59″。